# Виділений сервер
Виділений сервер (англ. dedicated server) — вид хостингу, при якому клієнту цілком надається окрема фізична машина (на противагу віртуальному хостингу). Він гнучкіший, ніж віртуальний хостинг, організації мають повний контроль над сервером(ами), у тому числі вибір операційної системи, обладнання і т.д. Адміністрування серверів, як правило, надається хостинг-компанією як додаткова служба. В деяких випадках виділений сервер може запропонувати менше витрат і більшу віддачу від інвестицій. Виділені сервери найчастіше розміщуються в центрах обробки даних, де забезпечуються надлишкові джерела живлення і системи вентиляції та кондиціонування. На відміну від колокейшн, серверне обладнання належить постачальнику, а в деяких випадках вони будуть надавати підтримку для операційної системи або додатків.

## Підтримка операційних систем
Наявність, ціна і навички співробітників часто визначає, які операційні системи пропонуються на виділених серверах. Варіації Linux і Unix (відкритий початковий код операційної системи) часто включаються безкоштовно для клієнта. Комерційні операційні системи Microsoft Windows Server надаються за умовами спеціальної програми під назвою Microsoft SPLA. Red Hat Enterprise являє собою комерційну версію Linux і пропонується хостинг-провайдерами за щомісячну плату. Щомісячна плата забезпечує оновлення ОС через мережу Red Hat Network. Інші операційні системи доступні з відкритим початковим кодом на безоплатній основі. До них належать CentOS, Fedora Core, Debian, і багато інших дистрибутивів Linux або BSD системи FreeBSD, NetBSD, OpenBSD.
Підтримка будь-якої з цих операційних систем, як правило, залежить від тарифного плану на виділений сервер. Підтримка операційної системи може включати в себе оновлення ядра системи для забезпечення останніх засобів безпеки, виправлень, і загальносистемних резолюції уразливості. Оновлення ядра операційної системи включає модернізацію ядра, сервіс-паки, оновлення застосунків і додатків, оновлення безпеки, які підтримують сервер безпечним.

## Смуга пропускання і зв'язок
У комп'ютерних мережах пропускна здатність у біт/с іноді означає швидкість передачі даних, пропускна здатність каналу, або максимальна пропускна здатність логічного чи фізичного каналу зв'язку в цифровій системі зв'язку. Наприклад, тести для визначення пропускної здатності вимірюють максимальну пропускну здатність комп'ютерної мережі. Причиною для такого використання є те, що відповідно до закону Хартлі, максимальна швидкість передачі даних фізичного каналу зв'язку пропорційна її пропускній здатності в герцах, яку іноді називають частота пропускання, спектральна смуга пропускання, смуга пропускання сигналу або аналогова смуга пропускання.
Термін «пропускна здатність» часто неправильно використовується, щоб описати об'єм даних, переданих на або з вебсайту або сервера протягом певного періоду часу. Точнішим визначенням для позначення максимальної кількості переданих даних за місяць або даний період є щомісячна передача даних.

## Управління
На сьогодні ніяких стандартів не було встановлено, щоб чітко визначити роль провайдерів в управлінні виділених серверів. Це означає, що кожен постачальник буде використовувати стандартні умови, але буде визначати їх по-різному.
Управління сервером може включати в себе деякі або всі з наступних дій:
- Оновлення операційної системи
- Оновлення додатків
- Моніторинг серверів
- SNMP апаратний моніторинг
- Моніторинг додатків
- Управління додатками
- Технічна підтримка
- Firewall послуги
- Антивірусні оновлення
- Аудит безпеки
- Захист від DDoS і пом'якшення наслідків
- Виявлення вторгнень
- Резервне копіювання і відновлення
- Відновлення після збою
- DNS-хостинг
- Балансування навантаження
- Адміністрування баз даних
- Налаштування продуктивності
- Установка і налаштування програмного забезпечення
- Управління користувачами
- Заміна певних частин комп'ютера на більш потужні.[1]

Хостинг-провайдери можуть надавати такі види підтримки:
- Повністю керований — включає в себе моніторинг, оновлення програмного забезпечення, перезавантаження, оновлення операційної системи.
- Керований — включає в себе середній рівень управління, моніторингу, оновлення та обмежена кількість підтримки. Клієнти можуть виконувати певні завдання.
- Самостійно керований — включає в себе регулярний моніторинг і деякі обслуговування. Клієнти виконують більшість операцій і завдань на виділений сервер.
- Некерований — слабка або відсутня участь постачальника послуг. Клієнти виконують все обслуговування, модернізацію, виправлення.

## Безпека
Хостинг-провайдери використовують крайні заходи безпеки для забезпечення безпеки даних, що зберігаються на серверах. Постачальники часто використовують різні програми для сканування систем і мереж для виявлення вторгнень, спамерів, хакерів, і інших проблем, таких як трояни, черв'яки, і Crashers (відправлення декількох з'єднань). Linux та Windows використовують різне ПЗ для забезпечення безпеки.

## Програмне забезпечення
Постачальники часто на виділених серверах з фіксованою щомісячною абонентською платою включають конкретні програмні пакети. Протягом багатьох років виробники програмного забезпечення усвідомили значні ринкові можливості об'єднання їх програмного забезпечення з виділеними серверами. З тих пір вони почали вводити цінові моделі, які дають хостинг-провайдерам можливість купувати і продавати програмне забезпечення, засноване на зниженні щомісячних платежів.
Microsoft пропонує ліцензії на програмне забезпечення за допомогою програми під назвою Service Provider License Agreement. SPLA включене в операційні системи Windows, Microsoft SQL Server, Microsoft Exchange Server, Microsoft SharePoint і Shoutcast хостинг, і багато інших серверних продуктів.
Провайдери зазвичай пропонують можливість вибору програмного забезпечення, яке потрібно встановити на виділений сервер. В залежності від загального завантаження сервера, це буде включати в себе вибір операційної системи, бази даних і конкретних додатків. Сервер може бути налаштований з урахуванням конкретних потреб замовника і його вимог.
Іншим видом програмного забезпечення є так звані панелі управління. В програмне забезпечення панелі управління включено безліч додатків, серверних додатків і засобів автоматизації, які можуть бути встановлені на виділеному сервері. Панелі управління включають інтеграцію в вебсервери, бази даних, мови програмування, розгортання додатків, завдання адміністрування серверів, і включають в себе можливість автоматизувати завдання через вебінтерфейс.
Більшість виділених серверів ідуть в комплекті з панеллю керування. Панелі управління часто плутають з інструментами управління, але ці панелі управління є насправді вебінструментом автоматизації, створені щоб допомогти автоматизувати процес створення вебсайтів і управління сервером.

## Обмеження
- Багато провайдерів не дозволяють IRC.
- Порнографія заборонена багатьма провайдерами, так як це може бути сумнівної законності або споживає велику кількість трафіку.
- Забороняється порушення авторського права.